# Bhaisaunda
Lo Stato di Bhaisaunda (talvolta indicato come Bhaisunda) fu uno stato principesco del subcontinente indiano, avente per capitale la città di Bhaisaunda.

## Storia
Lo stato di Bhaisaunda venne fondato nel 1812 dalla famiglia Kalinjar. Fu uno dei Chaube Jagirs, che a loro volta erano parti dell'Agenzia del Bagelkhand nell'India britannica. 
Praticamente tutti gli abitanti del Jagir erano di fede induista. La capitale era il villaggio di Bhaisunda, posto alle coordinate 25° 18′ N, 80° 48′ E.
Nel 1948, un anno dopo la dichiarazione d'indipendenza indiana, Bhaisunda venne unita allo stato indiano per merito di Vindhya Pradesh.

### Governanti
I governanti di Bhaisunda ebbero il titolo di Chaube e dal 1885 portarono quello di Rao Chaube.
Tutti erano bramini Jujhautiya.

#### Chaubes
- 1812 - 1829 Newal Kishor                        (m. 1829)
- 1829 - 18.. Acharju Sing                        (n. c.1819 - m. ....)
- 1829 - 1840 Zirat Prasad -Regent
- 1840? - 10 ottobre 1885 Tirath Prasad                       (n. 1822 - m. 1885)

#### Rao Chaubes
- 10 ottobre 1885 -  8 gennaio 1916 Chhatarsal Prasad                   (n. 1877 - m. 1916)
- 10 ottobre 1885 - 1896         .... -reggente
- 8 gennaio 1916 -  4 novembre 1916 Bharat Prasad                       (n. 1884 - m. 1916)
- 4 novembre 1916 - 1947 Govind Prasad                       (n. 1884 - m. d.1948)